# Carlos Aguilera
Pour les articles homonymes, voir Aguilera.
Carlos Alberto Aguilera Nova (né le 21 septembre 1964 à Montevideo) est un footballeur uruguayen qui évoluait au poste d'attaquant.

## Biographie

### En club
Carlos Aguilera joue en Uruguay, en Colombie, en Argentine, au Mexique, et en Italie.
Il dispute 133 matchs en Serie A italienne, marquant 45 buts. Il inscrit 15 buts en championnat lors de la saison 1990-1991 avec le Genoa, ce qui constitue sa meilleure performance en Italie.
Au sein des compétitions européennes, il joue 13 matchs en Coupe de l'UEFA (neuf buts), et un match en Coupe des coupes. Il est demi-finaliste de la Coupe de l'UEFA en 1992 avec le Genoa. Il inscrit trois doublés cette saison-là (contre le Dinamo Bucarest au 2e tour, le Liverpool FC en quart, et l'Ajax Amsterdam en demi).
En Copa Libertadores, il joue 46 matchs, inscrivant 23 buts. Il inscrit deux triplés lors de cette compétition : contre le Club 9 de Octubre en mai 1984, puis contre le Club Bolívar en mars 1989.

### En équipe nationale
Avec les moins de 20 ans, il participe à deux Coupes du monde des moins de 20 ans, en 1981 puis en 1983. Il inscrit quatre buts lors de ces tournois, l'Uruguay étant éliminée à chaque fois au stade des quarts de finale.
Avec 23 buts en 65 sélections en équipe d'Uruguay entre 1982 et 1997, il est l'un des meilleurs buteurs de l'histoire de la Celeste. Il remporte avec cette équipe la Copa América 1983. Il finit co-meilleur buteur de cette compétition à 19 ans seulement.
Plus tard, il dispute deux phases finales de Coupe du monde, en 1986 et 1990. Son équipe se fait éliminer les deux fois en huitièmes de finale. Il ne joue aucun match lors de l'édition 1986 mais dispute quatre matchs en 1990. 
Il reçoit sa 64e et avant-dernière sélection en septembre 1993, lors d'un match qualificatif pour la Coupe du monde 1994. Une compétition à laquelle l'Uruguay ne se qualifie pas.
Sa dernière sélection est obtenue quatre ans plus tard, lors du dernier match qualificatif pour la Coupe du monde 1998 face à l'Équateur. L'Uruguay étant déjà éliminé de la course à la qualification, cela se transforme en une sorte de jubilé, et Aguilera y marque son 23e et dernier but pour la sélection.

## Statistiques

### En sélection nationale
| Saison                | Sélection             | Phases finales        | Phases finales | Phases finales | Éliminatoires CDM | Éliminatoires CDM | Matchs amicaux | Matchs amicaux | Total | Total |
| Saison                | Sélection             | Compétition           | M              | B              | M                 | B                 | M              | B              | M     | B     |
| --------------------- | --------------------- | --------------------- | -------------- | -------------- | ----------------- | ----------------- | -------------- | -------------- | ----- | ----- |
| 1982                  | Uruguay               | -                     | -              | -              | -                 | -                 | 3              | 0              | 3     | 0     |
| 1983                  | Uruguay               | Copa América 1983     | 8              | 3              | -                 | -                 | 5              | 2              | 13    | 5     |
| 1984                  | Uruguay               | -                     | -              | -              | -                 | -                 | 7              | 2              | 7     | 2     |
| 1985                  | Uruguay               | Finalissima 1985      | -              | -              | 2                 | 1                 | 10             | 6              | 12    | 7     |
| 1986                  | Uruguay               | Coupe du monde 1986   | 0              | 0              | -                 | -                 | 3              | 2              | 3     | 2     |
| 1989                  | Uruguay               | Copa América 1989     | 4              | 0              | -                 | -                 | 6              | 4              | 10    | 4     |
| 1990                  | Uruguay               | Coupe du monde 1990   | 4              | 0              | -                 | -                 | 2              | 1              | 6     | 1     |
| 1993                  | Uruguay               | Copa América 1993     | -              | -              | 7                 | 0                 | 2              | 0              | 9     | 0     |
| 1997                  | Uruguay               | Copa América 1997     | -              | -              | 1                 | 1                 | -              | -              | 1     | 1     |
| Total sur la carrière | Total sur la carrière | Total sur la carrière | 16             | 3              | 10                | 2                 | 38             | 17             | 64    | 22    |

## Palmarès
- Vainqueur de la Copa América en 1983 avec l'équipe d'Uruguay
- Finaliste de la Copa América en 1989 avec l'équipe d'Uruguay
- Champion d'Uruguay en 1994, 1995, 1996, 1997 et 1999 avec Peñarol
- Vainqueur de la Coupe d'Italie en 1993 avec le Torino